# White Motor Company
Pour les articles homonymes, voir White.
White Motor Company est une marque américaine d'automobiles et de camions qui fut fondée en 1901, les actifs de la compagnie appartiennent à Volvo, depuis 1981.

## Fabrique d'automobile
En 1859, Thomas H. White fonda sa société à Cleveland, Ohio sous le nom de White Sewing Machine Co., qui deviendra plus tard la White Consolidated Industries (WCI), qui appartient aujourd'hui à AB Electrolux.
Ses trois fils (Windsor, Rollin et Walter) s'associèrent à leur père dans cette fabrique de machines à coudre.
En 1898, son fils Rollin Howard White, fit un tour d'Europe pour observer l'industrie automobile. Il se montra particulièrement impressionné par la première chaudière à vaporisation instantanée, inventée par Léon Serpollet. Et à son retour, il commença à travailler sur une version modifiée, qu'il installa dans la première voiture à vapeur White.
Puis en 1901, ils fondèrent la White Motor Company comme entité séparée et ensuite la firme commença à produire des automobiles. Et des prototypes de camions à vapeur pour 3 et 5 tonnes de charge utile furent construits mais sans être commercialisés.

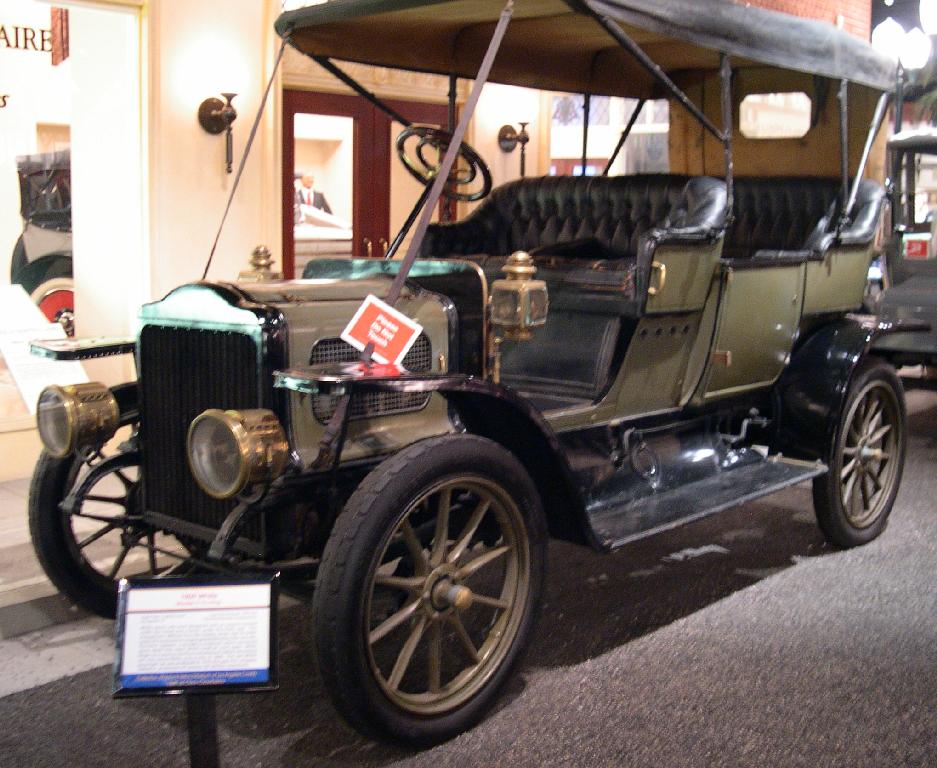
La White de 1909

Leur première automobile, offerte au public en 1900, possédait une transmission par chaîne, un volant pour la conduite et était propulsée par un moteur à vapeur, à deux cylindres, monté sous le plancher du véhicule. Les automobiles White grandirent à la fois en taille et en puissance.
Puis la société se mit à offrir des châssis pour des bus légers et d'autres véhicules plus importants. En 1901, White construisit son premier utilitaire, un camion léger sur châssis de voiture surnommé le pie Wagon.
En 1909, la White commença une production parallèle d'automobiles propulsées grâce à un moteur à explosion, alimenté par de l'essence, ce qui fit de la White le premier fabricant relativement important d'automobiles à vapeur et à essence. Les dernières voitures à vapeur, produites par la White le furent en 1911.
La compagnie s'était alors tournée vers la production de véhicules lourds. La White cessa totalement sa production d'automobiles légères après 1918, même si elles restèrent livrables sur commande pendant encore un certain temps.
Il ne reste plus aujourd'hui qu'environ 150 automobiles à vapeur de la White sur les plus de 10 000 produites de 1900 à 1920. White produisit plus de voitures à vapeur que tout autre fabricant, y compris les Stanley.

## La production de camions
En 1911, White commença la fabrication du GTA à capot de 3 tonnes, équipé d'un moteur de 30 chevaux et d'une transmission par chaîne. Des modèles plus légers de 1,5 tonne apparurent aussi.
En 1912, le 5 tonnes TC fut introduit. Le GTA et le TC furent produits jusqu'en 1918. Pendant la Première Guerre mondiale, l'armée américaine commanda des camions militaires pour les forces alliées en Europe, aussi White participait à cet effort, en construisent des camions Liberty.
En 1928, le modèle 59 apparut avec un moteur à essence de 6 cylindres pour 3 à 4 tonnes de charge utile. Des variantes trois essieux du modèle furent introduites en 1930, pour une charge utile de 10 tonnes.
En 1932, Brockway Motor Trucks Co. vendit l'Indiana Trucks Corp., de Marion, dans l'Indiana, à White et déménagea la production à Cleveland.
De 1932 à 1934, White s'associa avec Studebaker Pierce-Arrow, et assembla des camions à Cleveland pour eux.
En 1935, un premier camion à cabine avancée fut produit, le 730 pour des gros travaux avec un moteur à essence horizontal de 7.6 litres, 12 cylindres à pistons opposés, et en option un 8,3 litres. Malgré ces spécifications impressionnantes, le modèle ne se vendit guère.
En 1937, White réalisa des études aérodynamiques poussées. Le résultat fut un nouveau modèle, le 800 avec un moteur
6 cylindres en ligne. Avec une cabine avancée basculante, au design très abouti avec une carrosserie tout en courbes et en lignes fuyantes et des carénages de roues intégrés, ce modèle fut dessiné par le Comte Alexis de Sakhnoffsky (en).

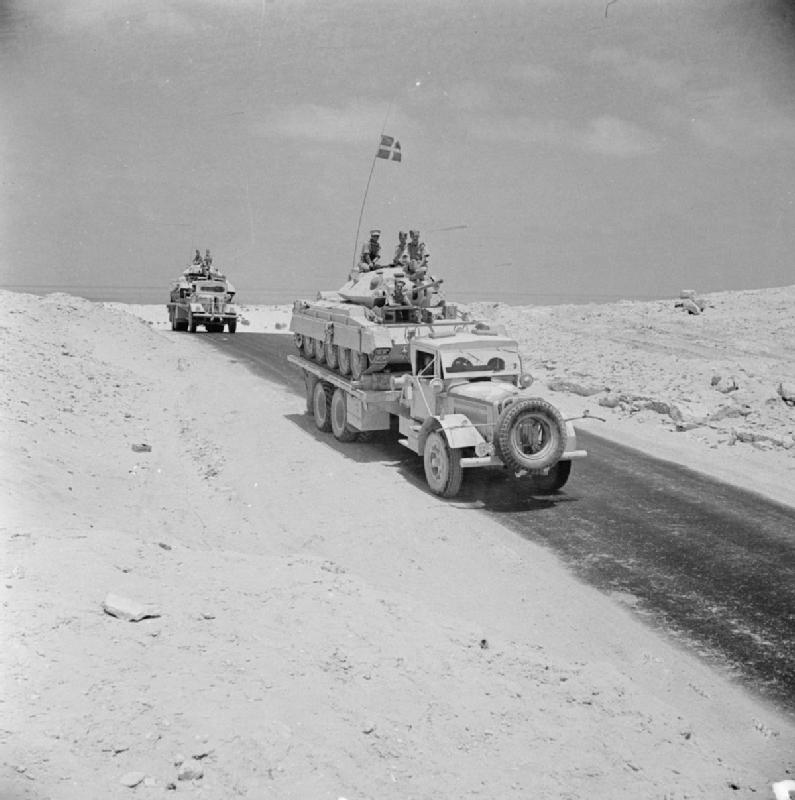
Deux camions White Ruxtall 922 transportent des chars Crusader réparés vers le front de la Guerre du désert le 23 juillet 1942.

Pendant la Seconde Guerre mondiale, la production de White était en grande partie des véhicules militaires, dont des camions 6x4 et 6x6.
En 1940, le WA remplaça les séries 730 et 800, et juste après la guerre les WB succédèrent aux modèles WA.
En 1949, apparut le WC, avec en option une cabine couchette, un autre développement des deux modèles précédent et cette gamme à capot allait devenir l'une des meilleures ventes de White pendant les années 1950. Le modèle suivant de White fut le 3000 avec son style futuriste, la cabine avancée bulbeuse était équipée d'un système de bascule motorisé, et d'une transmission à
5 vitesses. Ces camions étaient faits pour être équipés de moteur à essence, nommé Mustang, les diesels de l'époque avaient des problèmes de refroidissement. Mais la fabrication et l'entretien de la cabine coûtaient cher. Ils furent remplacés par la série 1500.
En 1951, White passa un accord (qui dura jusqu'en 1977) avec Freightliner LLC Corporation pour vendre et entretenir ses camions sous le nom White-Freightliner. Aussi White acheta les actifs de Sterling Trucks, et pendant une courte période des camions furent vendus sous le nom de Sterling-White, mais en 1955 la firme céda le nom Sterling à Daimler-Benz.
En 1953, la firme reprit Autocar Company qui survécut comme marque à part entière dans l'organisation White.
En 1957, Reo Motor fut l'acquisition suivante, et un an plus tard ce fut Diamond T. White fusionna ces deux compagnies au nom de Diamond-Reo. Mais en 1971, White vendit la nouvelle division à Francis L. Coppaert de Birmingham, Alabama, propriétaire de Osterlund Incorporated.
En 1959, un nouveau camion à cabine avancée en fibre de verre, nommé: 5000. Cette série confirmait la tendance aux cabines avancées pour maximiser la longueur des remorques dans le cadre de la législation américaine de l'époque. Les moteurs Diesel devinent de série. Avec une longueur de cabine de 24 centimètres, le tracteur pouvait tirer une remorque de
12.20 mètres.
En 1962, White remplace la série 5000, trop fragile, par la série 7000, qui elle est en aluminium.
En 1966, un nouveau modèle de camion à capot long fut produit du nom de série 4400. Et aussi l'Xpeditor un camion à cabine avancée.
En 1967, White forma Western Star pour desservir le marché de la Côte Ouest et en construisant une nouvelle usine à Kelowna, en Colombie-Britannique, au Canada.
En 1970, White tenta de convertir des moteurs diesels à l'essence, en les appelant White Giesels, mais ce fut un échec. la firme acheta des moteurs à Detroit Diesel, Cummins et Caterpillar, pour fournir ses besoins de motorisation.
En 1972, le Road Commander fut construit, un camion à cabine avancée avec couchette intégrée.
En 1974, deux nouvelles usines fut inaugurées, une à Ogden, Utah, pour augmenter la production de l'Autocar et plus tard, une à New River Valley, Virginie,
En 1978, un nouveau modèle apparut, le Road Boss avec couchette intégrée. Ce tracteur fut configuré comme suit: 3 essieux avec une transmission de 13 vitesses avant et 2 vitesses de marche arrière.
En 1980, il y eut aussi des gros investissements réalisés dans une gamme de nouveaux modèles avec les nouvelles usines en fonctions. Ces engagements associés à une baisse du marché entraînèrent des difficultés financières.
En 1981, White dut déposer son bilan et fut absorbé par Volvo Trucks, sous le nom Volvo White Trucks Corporation. Mais ce rachat ne comprenait pas Western Star qui fut repris par deux compagnies de Calgary, Alberta,
En 1983, apparut le White Conventional à long capot, successeur du Road Boss. Le Road Commander 2, fut rajeuni, en devenant le White High Cabover. Les grilles de ces camions avaient des barres en diagonale. C'est le signe distinctif de Volvo.
En 1986, Volvo trucks acheta la division poids lourds de GMC. Et pendant une courte période, les camions sont signés Volvo White GMC.
En 1987, la nouvelle compagnie sortit un camion nommé Aero (au capot incliné), et une cabine couchette agrandie pour le conventionnel à long capot. Avec l'influence grandissante de Volvo, ses moteurs et ses transmissions furent introduits, et aussi sur la marque Autocar.
En 1995, les noms de White et de GMC disparaissent et depuis tous les camions sont signés Volvo excepté pour Autocar.
En 2001, Volvo a vendu Autocar et maintenant la compagnie se spécialise dans la production de camions municipaux et de travaux publics